# 視覺人類學
視覺人類學（Visual anthropology）（或稱「影視人類學」）是與文化人類學有關的一個分支學科，某程度上來說，它研究民族誌攝影、電影與1990年代中期以來的新媒體，並以這種方式來展示他們的結論。近年來，這門學科的研究成果也被應用於科學史與視覺藝術。的雖然視覺人類學這個術語有時與「民族誌影片」（ethnographic film）互用，但視覺人類學有時也包括對於視覺再現的人類學研究，包括展演、博物館、藝術，以及媒體人類學的生產與接收理論。來自所有文化的各種視覺再現形式，例如沙畫、紋身、雕塑、洞穴壁畫、解悶消遣的手工、珠寶、象形文字、繪畫與攝影等等，也包含在視覺人類學的焦點之中。人類的視覺、視覺生理學、多媒體的特質、形式之於功能的關係、某個文化的視覺再現形式的演進，皆為視覺人類學的研究領域。由於人類學是一門全貌觀點的科學，視覺再現形式連結到其他的文化和社會層面的方式，是視覺人類學的核心議題。

## 歷史
即使在人類學成為一門學科的1880年代之前，民族學家即已使用攝影做為一種研究工具。許多人類學家，以及人類學家以外的學者，秉持搶救民族誌的精神，或是嘗試為後代記錄被假定將要滅絕的社會生活方式（例如，愛德華·科提斯[Edward Curtis]）的美國原住民影像  （页面存档备份，存于） 。 

## 引用文獻
1. ↑  Jay Ruby. Visual Anthropology （页面存档备份，存于）. In Encyclopedia of Cultural Anthropology, David Levinson and Melvin Ember, editors. New York: Henry Holt and Company, vol. 4:1345-1351, 1996  （页面存档备份，存于）.
2. ↑   Harald E.L. Prins, "Visual Anthropology." Pp.506-525, In T.Biolsi. ed. A Companion to the Anthropology of American Indians. Oxford: Blackwell Publishing].

## 相關文章
- 視覺人類學(Visual Anthropology)（页面存档备份，存于） – 文化人類學百科全書(Encyclopedia of Cultural Anthropology, article by Jay Ruby)
- 觀看人類學影片與錄影帶(Watching Anthropology Films and Videos), 美國南達科他大學
- 電腦輔助視覺人類學(Visual anthropology in the digital mirror: Computer-assisted visual anthropology)[永久]肯特大學(University of Kent at Canterbury) Michael D. Fischer and David Zeitlyn所撰寫的文章

## 進階閱讀
- Barbash, Ilisa and Lucien Taylor. Cross-cultural Filmmaking: A Handbook for Making Documentary and Ethnographic Films and Videos. Berkeley: University of California Press, 1997.
- Engelbrecht, Beate (ed.). Memories of the Origins of Ethnographic Film. Frankfurt am Main et al.: Peter Lang Verlag, 2007.
- Grimshaw, Anna. The Ethnographer's Eye: Ways of Seeing in Modern Anthropology. Cambridge: Cambridge University Press, 2001.
- Heider, Karl G. Ethnographic Film (Revised Edition). Austin: University of Texas Press, 2006.
- Ruby, Jay Picturing Culture: Essays on Film and Anthropology. Chicago: University of Chicago Press, 2000.
- MacDougall, David. Transcultural Cinema. Princeton: Princeton University Press, 1998.
- Prins, Harald E.L. "Visual Anthropology." Pp.506-525. In A Companion to the Anthropology of American Indians. Ed. T. Biolsi. Oxford: Blackwell Publishing, 2004.
- Prins, Harald E.L., and Jay Ruby eds. "The Origins of Visual Anthropology." Visual Anthropology Review. Vol. 17 (2), 2001-2002.

## 外部連結
- 視覺人類學會(SVA Society for Visual Anthropology) （页面存档备份，存于）
- 視覺人類學網(VisualAnthropology.net) （页面存档备份，存于）
- 視覺和媒體人類學檔案(Visual & Media Anthropology Archive) （页面存档备份，存于） （西班牙語）
- 視覺人類學評論(Visual Anthropology Review)
- 歐洲社會人類學會視覺人類學網(European Association of Social Anthropologists Visual Anthropology Network)（页面存档备份，存于）
- 英國皇家人類學會，民族誌影片(Royal Anthropological Institute, Ethnographic Film)
- 美國國家人類學檔案與人類研究影片資料館(National Anthropological Archives and Human Studies Film Archives)-收集並保存歷史與當代的人類學材料，記錄世界文化和人類學的歷史。
- 視聽資源 （页面存档备份，存于） （美國加州大學洛杉磯分校人類學系亞力山德羅·杜蘭提[Alessandro Duranti]的網站)
- 人類學及其它「祖先的」影片 （页面存档备份，存于）
- 民族音樂學影片與聲音 (羅伯特·加菲亞斯Robert Garfias)Archive.today的存檔，存档日期2012-12-15
- 紀錄片教育資源(Documentary Educational Resources)（页面存档备份，存于） (視覺人類學電影及導演)
- "El mal visto"。關於來自視覺人類學的邪惡之眼的詮釋。
- 影視人類學網站 (中文)